# Tereddüt Çizgisi
Tereddüt Çizgisi, comercialitzada internacionalment com Hesitation Wound, és una pel·lícula de drama legal del 2023 escrita i dirigida per Selman Nacar. Coproducció entre Turquia, Espanya, Romania i França, es va estrenar a la secció Orizzonti de la 80a Mostra Internacional de Cinema de Venècia.

## Argument
L’acció es veu condensada en 24 hores. Canan és una advocada criminalista d’Uşak una petita ciutat de Turquia, fmuadora compulsiva, astuta i pragmàtica, que intenta repartir el seu temps entre la seva feina i la cura de la seva mare, internada a l’hospital, a la que es resisteix a practicar l’eutanàsia malgrat els consells dels metges que aquesta ha deixat per escrit que vol donar els seus òrgans. Aquell mateix dia es dicta la sentència del seu defensat Musa, un home de classe baixa acusat d’assassinar el seu cap.

## Repartiment
- Tülin Özen - Canan
- Ogulcan Arman Uslu - Musa
- Gulcin Kultur Sahin - Belgin
- Vedat Erincin - Hakim
- Okan Avcı - Osman

## Recepció crítica
Al lloc web de l'agregador de ressenyes Rotten Tomatoes, el 82% de les crítiques d'11 crítiques són positives, amb una valoració mitjana de 8,0/10.
| «                                       | "Un estudi de personatges perfecte que explora els dilemes de la justícia (...) Tibant i commovedor" | » |
| — Sheri Linden: The Hollywood Reporter. | |   |

## Premis i nominacions
| Premi                                         | Data de cerimònia      | Categoria      | Receptor(s)      | Resultat  | Ref.  |
| --------------------------------------------- | ---------------------- | -------------- | ---------------- | --------- | ----- |
| Festival de Cinema d'Arras                    | 12 de novembre de 2023 | Atles de plata | Tereddüt Çizgisi | Guanyador | [ 6 ] |
| Festival de Cinema Mediterrani de Brussel·les | 8 de desembre de 2023  | Gran Premi     | Tereddüt Çizgisi | Guanyador | [ 7 ] |